# Cophotis dumbara
Cophotis dumbara är en ödleart som beskrevs av Samarawickrama, Ranawana, Rajapaksha, Ananjeva, Orlov, Ranasinghe och Samarawickrama 1861. Cophotis dumbara ingår i släktet Cophotis och familjen agamer. IUCN kategoriserar arten globalt som akut hotad. Inga underarter finns listade i Catalogue of Life.